# 千貫堤

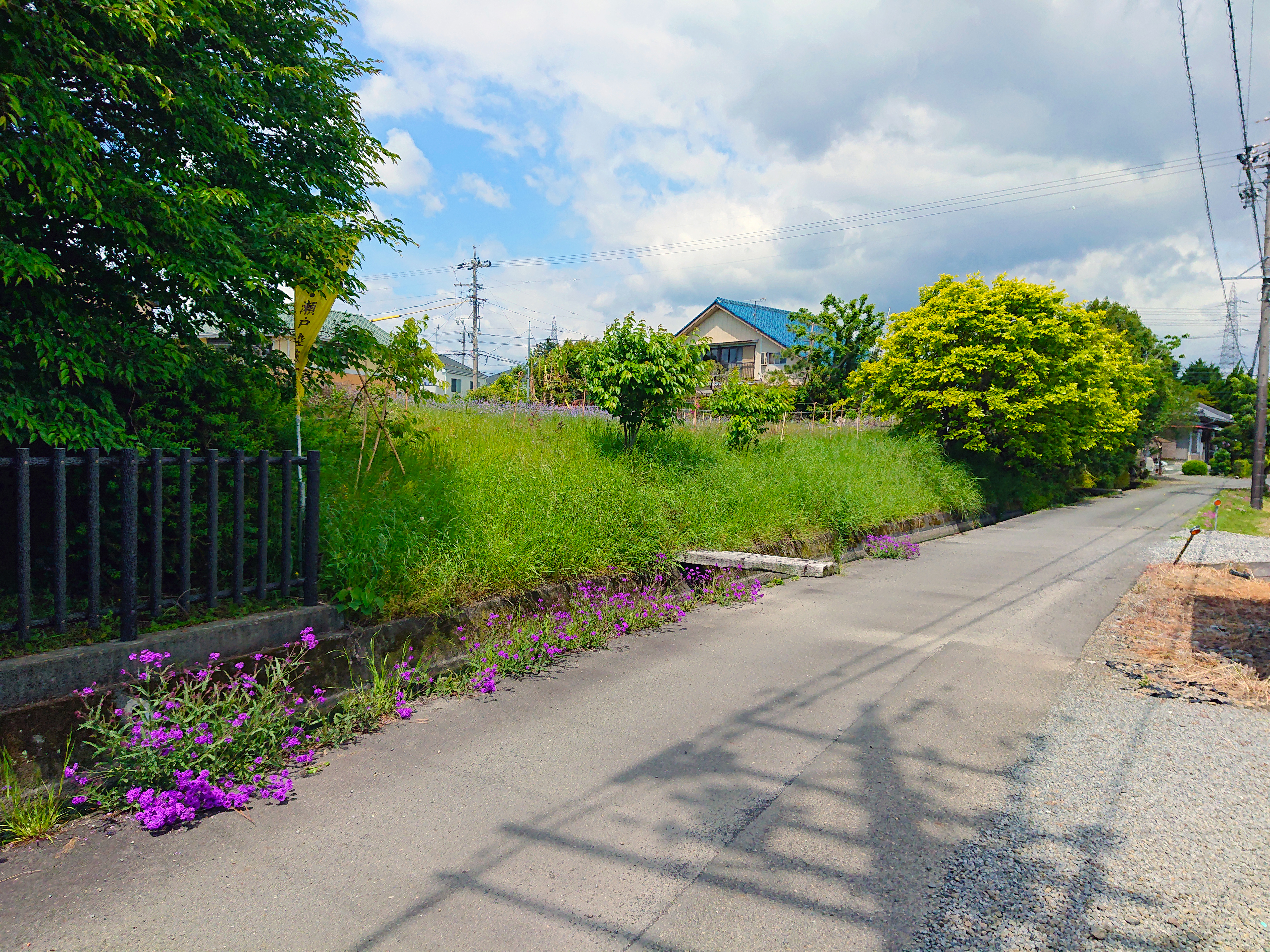
千貫堤の残存部

千貫堤（せんがんづつみ）は、静岡県藤枝市下青島に残る、江戸時代初期に造られた堤防。
大井川の氾濫から駿河国田中藩領を守るべく1000貫（1貫は1文銭1000枚）もの巨費を投じて築堤されたためこの名が付いたと伝わる。

## 概要
江戸時代初めの1604年（慶長9年）と1627年（寛永4年）に起こった大井川の大洪水は、周辺の村や田畑に甚大な被害をもたらした。1635年（寛永12年）、田中城（藤枝市田中1丁目）を藩庁とし志太平野一帯を治めた田中藩の藩主に水野忠善が就任すると、徳川幕府は氾濫した大井川が再び田中藩領に浸水しないよう水野に大規模築堤を命じた。
当時、東海道藤枝宿・島田宿間の上・下青島村や内瀬戸村（現在の藤枝市南部でJR藤枝駅西側の地帯）には、「瀬戸山」や「藤五郎山」・「八幡山」などの低丘陵が志太平野内に残丘的に点在していた。
築堤工事は、これらの低丘陵の合間を大規模な堤で結ぶように行われ、①瀬戸山とその南の八幡山（現「岩城山」）間の270メートル、②藤五郎山とその南の本宮山（現「正泉寺山」）間の150メートル、③本宮山と八幡山間の110メートルに幅32メートル×高さ3.6メートルの堤が造られた。総延長は500メートルを越える規模となった。工事費用に1000貫が投じられたため、「千貫堤」と呼ばれるようになったと伝えられる。

## 現在

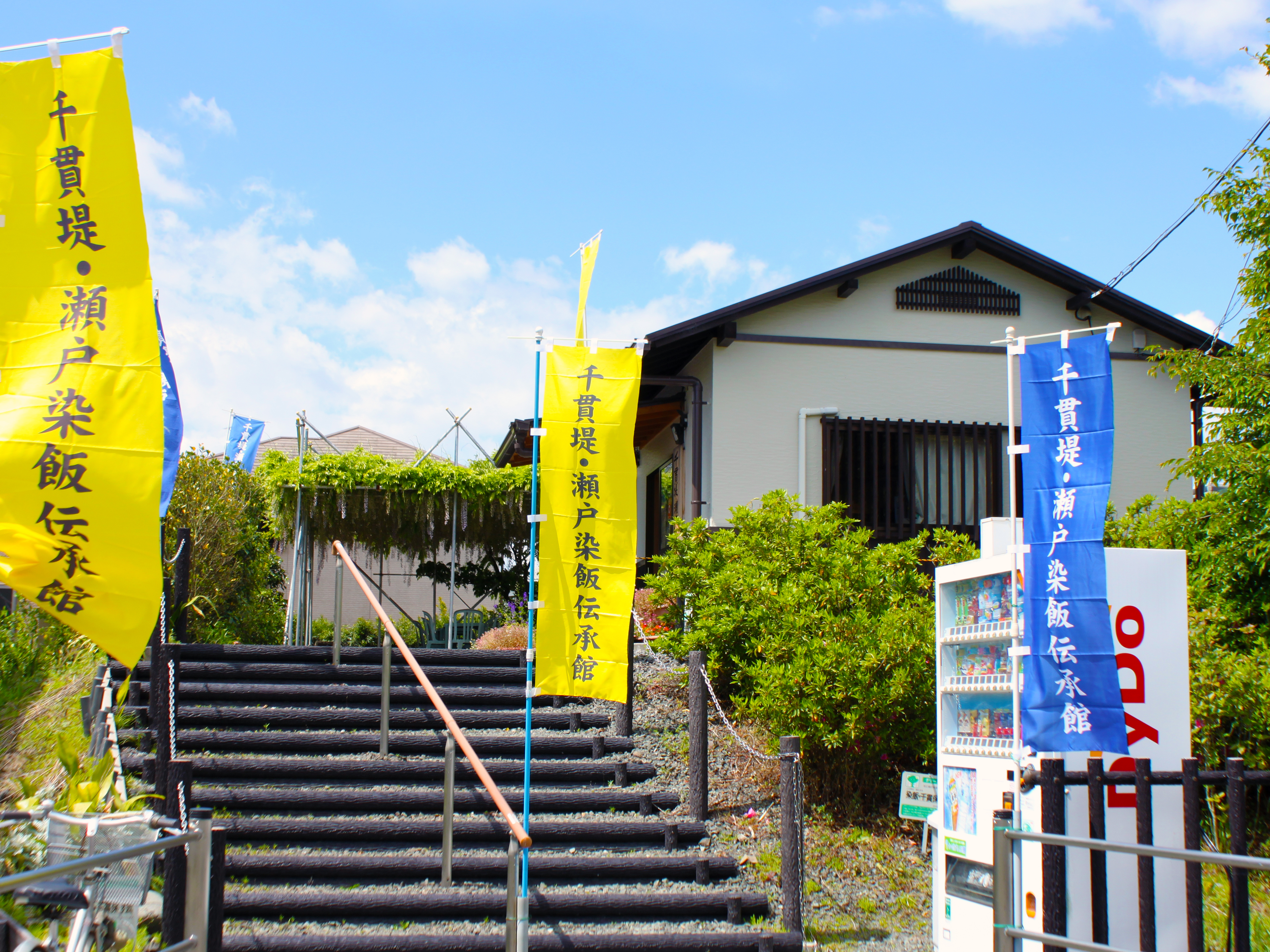
千貫堤の上に建つ千貫堤・瀬戸染飯伝承館

瀬戸山や藤五郎山など、低丘陵の幾つかは、1960年代の東名高速道路建設用の土砂採取で、山全体がまるごと崩し取られたため、現在は僅かな高低差を残すが周囲の平野とほとんど変わらない高さになり、そこに昔、山があったことが想起出来ないくらいに跡形も無くなっている（瀬戸山は現在カインズ藤枝店等が位置する藤枝市内瀬戸15付近にあった）。
千貫堤も、明治時代以降の開墾や東海道本線の開通、宅地化などで削り取られて行き、現在は東海道線北側の長さ65メートル・幅30メートル分だけが残っている。
1959年（昭和34年）1月21日、藤枝市指定史跡化。また2009年（平成21年）、堤上の一角に千貫堤・瀬戸染飯伝承館が開設された。

## アクセス
- 鉄道：藤枝駅より徒歩20分。
- 自動車：瀬戸公民館（藤枝市末広2丁目3−1）の伝承館用駐車場（無料・20台）より徒歩5分[7]